# ليا راي
ليا راي (بالإنجليزية: Leah Ray)‏ هي عازفة جاز ومغنية وممثلة أمريكية، ولدت في 16 فبراير 1915 في نورفولك في الولايات المتحدة، وتوفيت في 27 مايو 1999 في رومسون في الولايات المتحدة.

## وصلات خارجية
- ليا راي على موقع IMDb (الإنجليزية)
- ليا راي على موقع أول موفي (الإنجليزية)
- ليا راي على موقع قاعدة بيانات برودواي على الإنترنت (الإنجليزية)
- ليا راي على موقع قاعدة بيانات الأفلام السويدية (السويدية)
- ليا راي على موقع قاعدة بيانات الفيلم (الإنجليزية)